# Gran triaquis icosaedro
En geometría, el gran triaquis icosaedro es un poliedro no convexo isoedral. Es el dual del gran dodecaedro truncado estrellado, un poliedro uniforme. Sus caras son triángulos isósceles. Parte de cada triángulo se encuentra dentro del sólido, por lo que es invisible en los modelos sólidos.

## Proporciones

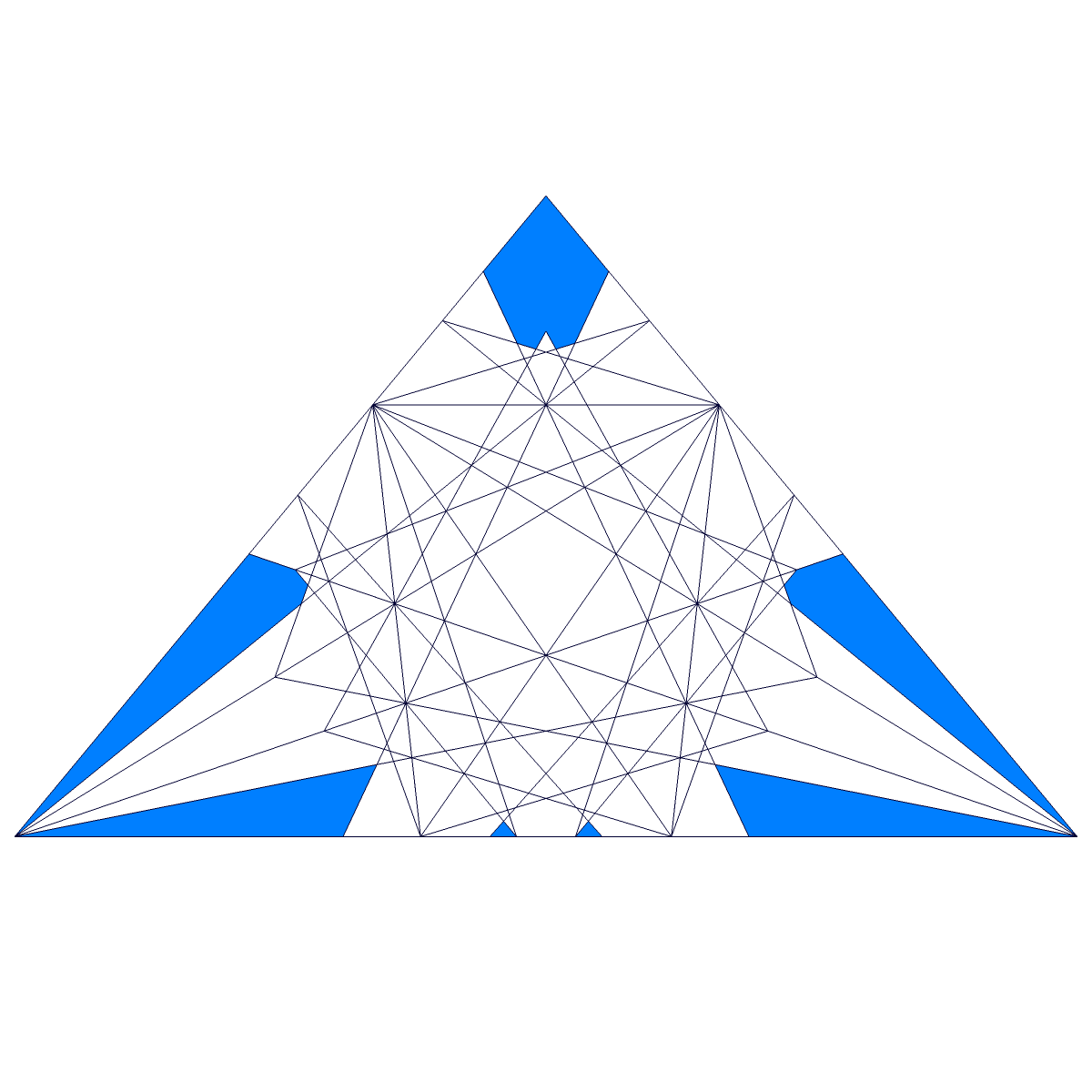
Forma de las caras

Los triángulos tienen un ángulo de {\displaystyle \arccos(-{\frac {3}{20}}+{\frac {3}{20}}{\sqrt {5}})\approx 79.314\,951\,312\,25^{\circ }} y dos de {\displaystyle \arccos({\frac {3}{4}}-{\frac {1}{20}}{\sqrt {5}})\approx 50.342\,524\,343\,87^{\circ }}. Su ángulo diedro es igual a {\displaystyle \arccos({\frac {-24+15{\sqrt {5}}}{61}})\approx 81.001\,410\,024\,84^{\circ }}.